# Arteră iliacă comună
Arterele iliace comune sunt două mari artere care provin din bifurcația aortică la nivelul celei de-a patra vertebre lombare . Acestea se termină în fața articulației sacroiliace, una de ambele părți și fiecare se bifurcă în arterele iliace externe și interne.
Aceste artere au aproximativ 4 cm lungime la adulți și mai mare de un centimetru în diametru. Arterele se desfășoară inferolateral, de-a lungul marginii mediale a mușchilor psoas până la bifurcația lor la marginea pelviană, în fața articulațiilor sacroiliace.
Artera iliacă comună și toate ramurile sale există ca structuri pereche (adică există una pe partea stângă și una pe dreapta).
Distribuția arterei iliace comune este practic pelvisul și membrul inferior (ca arteră femurală) pe partea corespunzătoare.

## Relații
Ambele artere iliace comune sunt însoțite de-a lungul cursului lor de cele două vene iliace comune care se află posterior și la dreapta. Bifurcația lor terminală este traversată anterior de uretere. Acest lucru este semnificativ, deoarece bifurcația arterei iliace comune este al doilea punct de constricție ureterică.

## Dilatare
Dilatarea arterei iliace comune poate fi clasificată în următoarele categorii: 
| Normal   | Diametrul ≤12 mm   |
| Ectasia  | Diametrul 12-18 mm |
| Anevrism | Diametrul ≥18 mm   |

## Imagini suplimentare

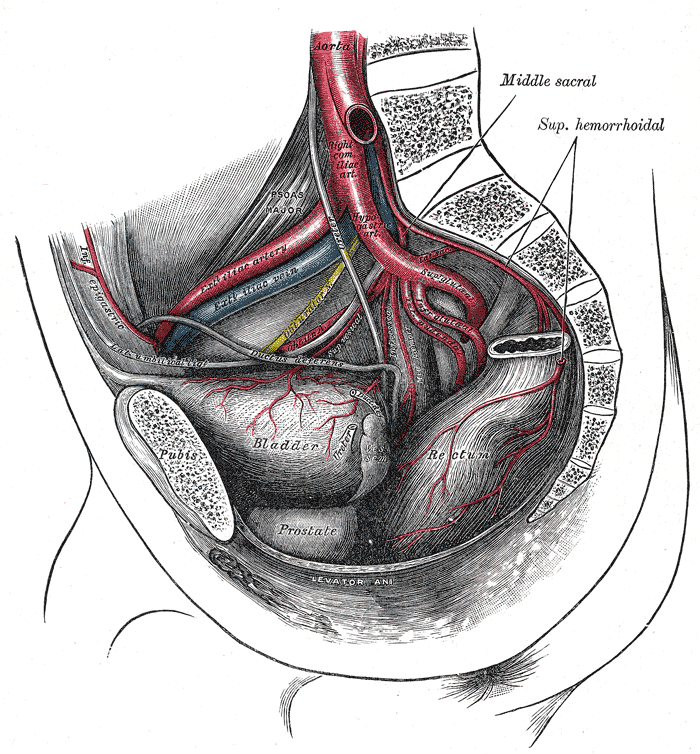
Bifurcația aortei și a arterei iliace comune drepte - vedere laterală. Artera hipogastrică este un termen vechi pentru artera iliacă internă⁠(d) . (Com. Iliac. A. Este vizibil în centrul stânga jos.)
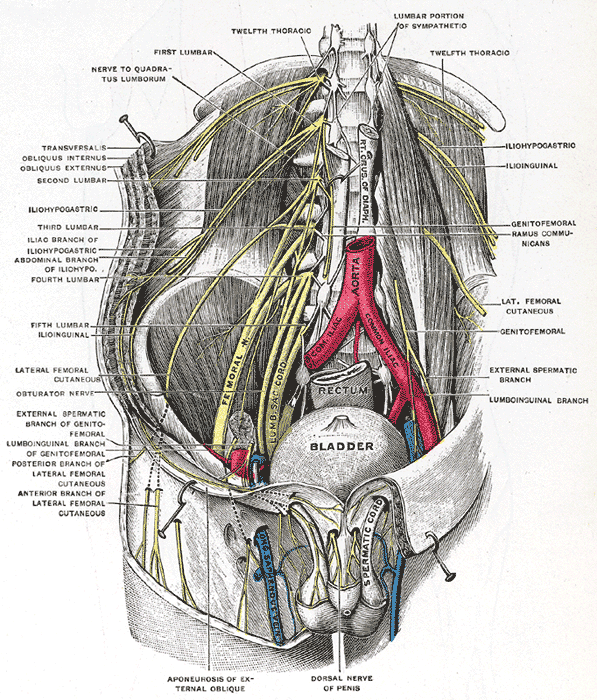
Disecția profundă și superficială a plexului lombar.
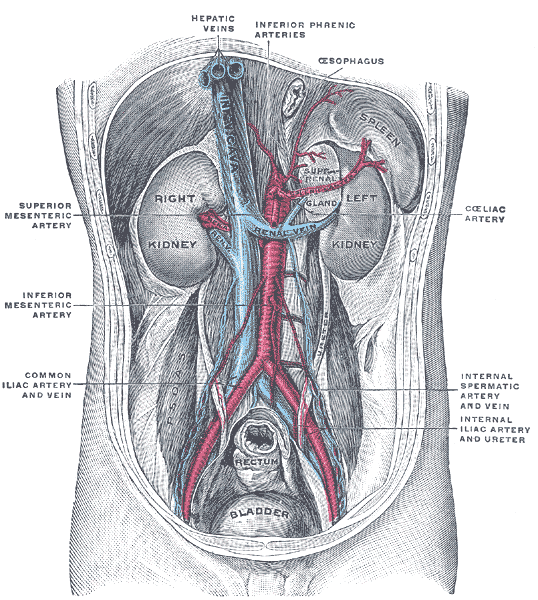
Peretele abdominal posterior, după îndepărtarea peritoneului, prezentând rinichi, capsule suprarenale și vase mari.
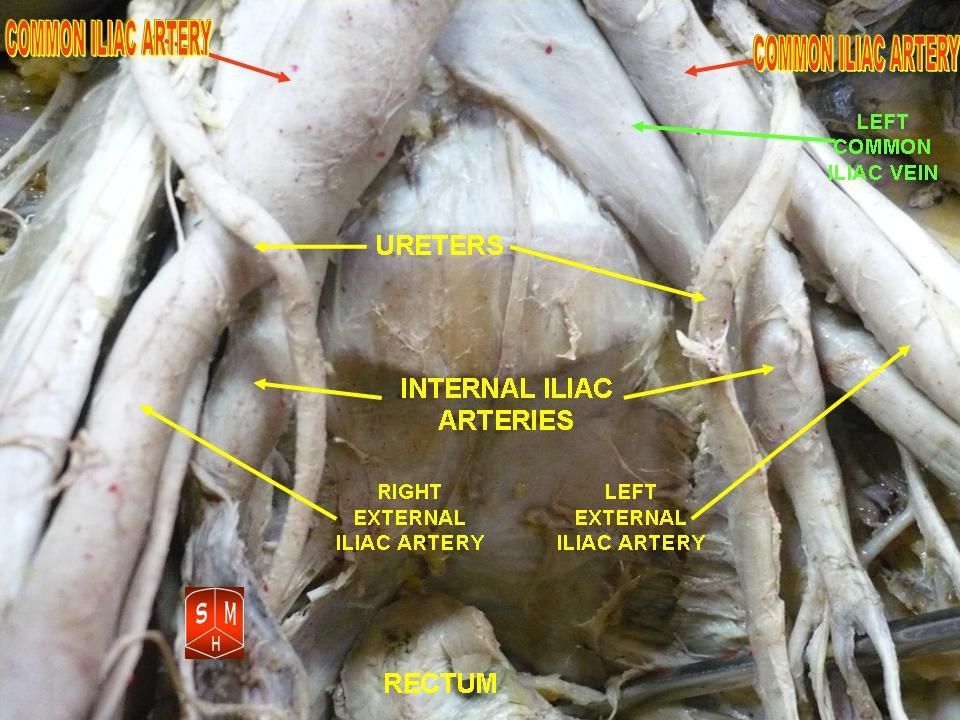
Arterele iliace comune